# 종로 (서울)

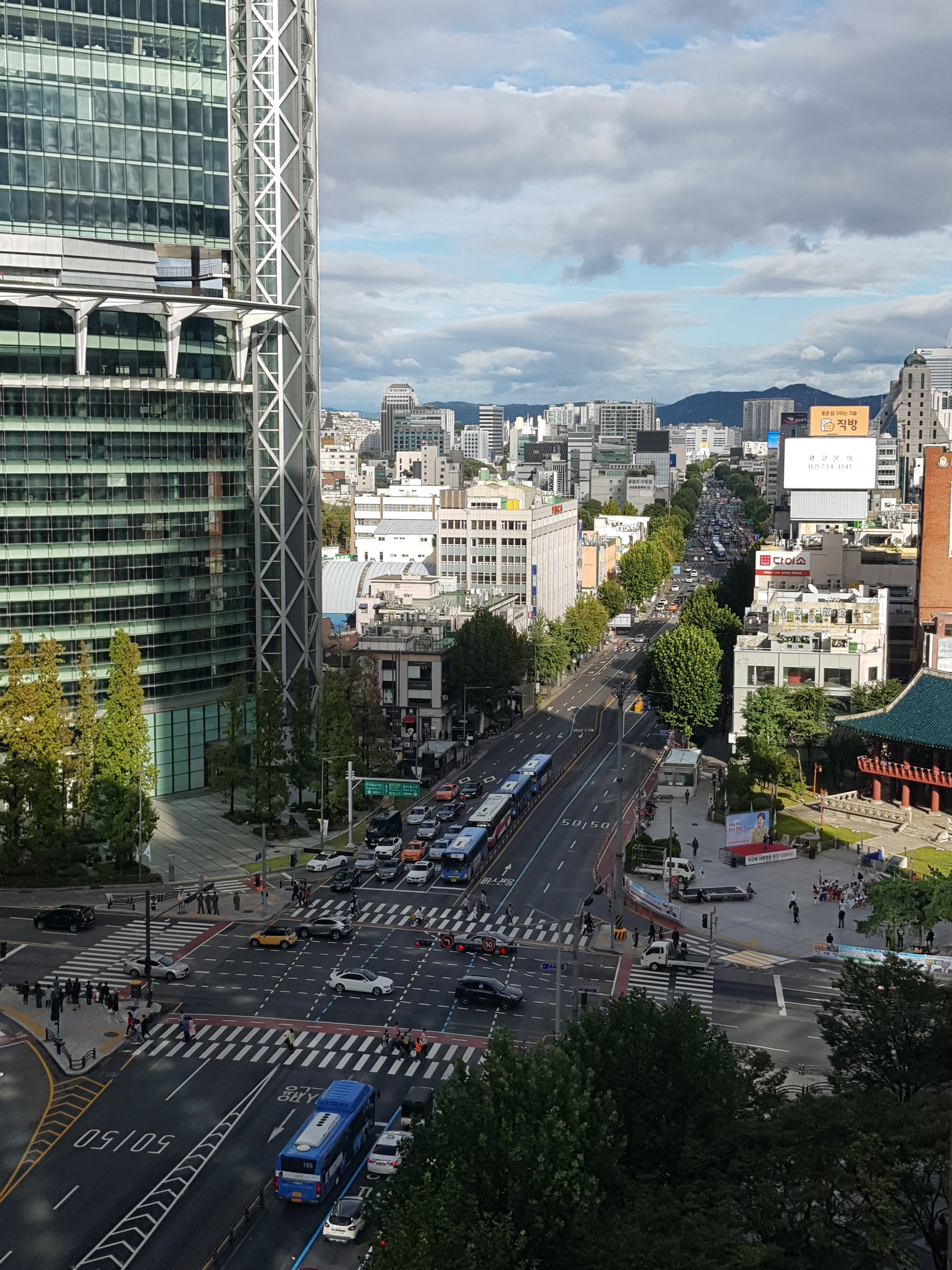
종로1가 (2018년)

종로(鐘路, Jong-ro)는 서울특별시 종로구 세종로 1-68에서 숭인동 1493까지 이르는 도로이자 국도 제6호선의 일부분으로 지정되어 있는 도로이다.
조선의 한양 천도 당시 육조거리부터 흥인지문까지 계획적으로 건설된 도로로서, 시전 등의 상업시설과 더불어 수백년간 이어져 온 번화가이자 중심 도로였다. 1899년 서울 전차 노선과 1974년 지하철 1호선이 종로를 따라 건설되었으며, 현재도 버스 등 대중 교통이 발달되어 있는 동시에, 상업 중심의 번화가가 자리잡고 있다.
종로라는 명칭은 도로 명칭으로뿐만 아니라 동명, 구명으로까지 쓰이고 있다. 또한, 종로1가에서 6가까지 이곳의 지역명으로도 쓴다.

## 역사

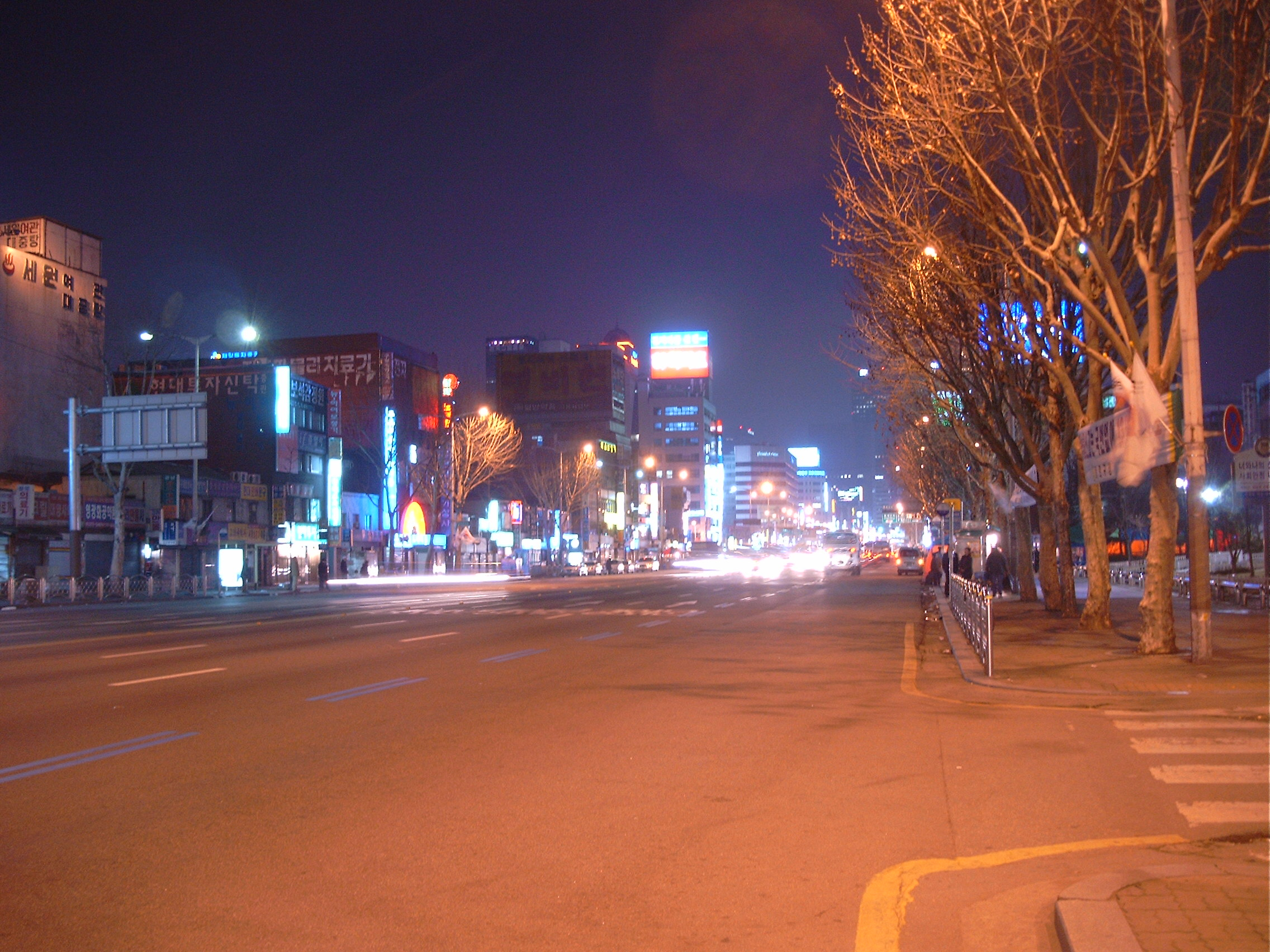
종로4가 앞

한성부는 처음부터 조선 왕조의 도성의 역할을 하기 위해 계획 도시로 건설된 곳이다. 종로 또한 계획적으로 만들어진 도로였다. 조선시대의 종로는 영조척(營造尺)으로 폭 56척, 양옆의 수구(水溝)는 각각 폭 2척의 넓이로 이루어졌다. 
당시에는 사람이 구름처럼 몰려 있다는 뜻에서 '운종가' (雲從街)라는 명칭으로 불렸다. 운종가에는 어용 점포인 시전 (市廛)으로서 육의전 (六矣廛)이 행랑채 형태의 881간(間) 규모로 들어서 있었다. 이러한 상점가에 힘입어 종로는 한양의 가장 큰 번화가이자 중심 도로로 남아 있었다.
1896년 대한제국 수립 이래 '황도 건설사업'의 일환으로 종로 일대 가건물을 철거하고 도로폭을 넓히는 식으로 정비사업이 이루어졌다. 1899년에는 한성전기회사의 주도로 종로를 따라 청량리까지 최초의 서울 전차 노선이 부설되었다. 비슷한 시기 시전의 형태를 벗어나 새로운 회사와 상회들이 종로를 따라 등장했다.
일제강점기에는 '종로통' (鍾路通)이라는 이름으로 조선인이 사는 북촌의 중심가이자 상업가로서의 지위를 유지하였다. 1920년대에는 일본인 거주 상권인 남촌에 조지야, 미쓰코시 등의 근대식 백화점이 들어서면서 상권이 위축되기도 하였으나, 박흥식이 출범한 조선 최대 규모의 상업회사인 화신백화점을 비롯하여 조선인이 경영하는 대형상점이 신설 유지되었다.
1974년에는 대한민국 최초로 이 도로 아래에 도시철도인 서울 지하철 1호선이 건설되었다. 2010년 4월 22일 도로명 정비 과정에서 왕산로의 일부였던 흥인지문~신설동로타리 구간을 편입하였다. 2017년 12월 31일부터 전 구간에서 버스전용차로제가 시행되고 있으며, 같은해 '종로보행특구'로 지정되어 보행자 중심의 거리로 탈바꿈하는 개선사업이 이루어졌다.

## 노선
- 전 구간이 국도 제6호선으로 지정되어 있다.

| 교차로          | 접속 노선              | 소재지          | 소재지          | 비고             |
| 새문안로와 직결 | 새문안로와 직결        | 새문안로와 직결 | 새문안로와 직결 | 새문안로와 직결  |
| --------------- | ---------------------- | --------------- | --------------- | ---------------- |
| 세종로사거리    | 국도 제48호선 세종대로 | 종로구          | 종로1.2.3.4가동 |                  |
| 세종로사거리    | 새문안로               | 종로구          | 종로1.2.3.4가동 |                  |
| 종로구청입구    | 무교로                 | 종로구          | 종로1.2.3.4가동 |                  |
| 종로구청입구    | 종로3길                | 종로구          | 종로1.2.3.4가동 |                  |
| 종로1가         | 우정국로               | 종로구          | 종로1.2.3.4가동 |                  |
| 종로2가         | 삼일대로               | 종로구          | 종로1.2.3.4가동 |                  |
|                 | 수표로                 | 종로구          | 종로1.2.3.4가동 | 교차로 이름 없음 |
| 종로3가         | 돈화문로               | 종로구          | 종로1.2.3.4가동 |                  |
|                 | 서순라길               | 종로구          | 종로1.2.3.4가동 | 교차로 이름 없음 |
|                 | 동순라길               | 종로구          | 종로1.2.3.4가동 | 교차로 이름 없음 |
| 종로4가         | 창경궁로               | 종로구          | 종로1.2.3.4가동 |                  |
| 종로5가         | 대학로                 | 종로구          | 종로5.6가동     |                  |
| 종로5가         | 동호로                 | 종로구          | 종로5.6가동     |                  |
|                 | 종로40길               | 종로구          | 종로5.6가동     | 교차로 이름 없음 |
| 종로41길        |                        | 종로구          | 종로5.6가동     | 교차로 이름 없음 |
| 흥인지문        | 율곡로                 | 종로구          | 종로5.6가동     |                  |
|                 | 낙산성곽길             | 종로구          | 창신제1동       | 교차로 이름 없음 |
|                 | 창신길                 | 종로구          | 창신제1동       | 교차로 이름 없음 |
|                 | 종로46길               | 종로구          | 창신제1동       | 교차로 이름 없음 |
| 동묘앞역        | 지봉로                 | 종로구          | 창신제1동       |                  |
|                 | 숭인동길               | 종로구          | 숭인제2동       | 교차로 이름 없음 |
| 신설동역        | 천호대로               | 종로구          | 숭인제2동       |                  |
| 신설동역        | 난계로                 | 종로구          | 숭인제2동       |                  |
| 신설동역        | 보문로                 | 종로구          | 숭인제2동       |                  |
| 신설동역        | 왕산로                 | 종로구          | 숭인제2동       |                  |
| 왕산로와 직결   |                        |                 |                 |                  |

## 교통

### 지하철
- 광화문역 (5호선) 4번 5번 출구
- 종각역 (1호선)
- 종로3가역(1호선, 3호선, 5호선)
- 종로5가역(1호선)
- 동대문역(1호선, 4호선)
- 동묘앞역(1호선, 6호선)
- 신설동역(1호선, 2호선, 우이신설선)

## 부속도로
- ● : 전 구간 해당
- ▲ : 일부 구간 해당
- ✖ : 해당 없음

| 도로명     | 기점           | 종점           | 총연장 (m) | 차량 통행 가능 | 일방통행 | 소재지 | 소재지          |
| ---------- | -------------- | -------------- | ---------- | -------------- | -------- | ------ | --------------- |
| 종로1길    | 종로1가 87-5   | 중학동 92      | 652        | ●              | ▲        | 종로구 | 종로1.2.3.4가동 |
| 종로3길    | 종로1가 82-2   | 청진동 208-3   | 251        | ●              | ✖        | 종로구 | 종로1.2.3.4가동 |
| 종로5길    | 종로1가 60-3   | 중학동 40-2    | 553        | ●              | ✖        | 종로구 | 종로1.2.3.4가동 |
| 종로7길    | 종로1가 60-3   | 공평동 117     | 273        | ✖              | ✖        | 종로구 | 종로1.2.3.4가동 |
| 종로8길    | 종로2가 84-15  | 관철동 164-2   | 169        | ▲              | ●        | 종로구 | 종로1.2.3.4가동 |
| 종로9길    | 종로2가 84-15  | 인사동 194-3   | 250        | ▲              | ✖        | 종로구 | 종로1.2.3.4가동 |
| 종로10길   | 종로2가 84-15  | 관철동 164-2   | 177        | ●              | ●        | 종로구 | 종로1.2.3.4가동 |
| 종로11길   | 종로2가 84-15  | 인사동 210-1   | 175        | ▲              | ✖        | 종로구 | 종로1.2.3.4가동 |
| 종로12길   | 종로2가 84-15  | 관철동 164-2   | 202        | ✖              | ✖        | 종로구 | 종로1.2.3.4가동 |
| 종로14길   | 종로2가 84-11  | 관철동 37-9    | 225        | ●              | ▲        | 종로구 | 종로1.2.3.4가동 |
| 종로16길   | 종로2가 47-1   | 관철동 37-9    | 240        | ●              | ●        | 종로구 | 종로1.2.3.4가동 |
| 종로17길   | 종로2가 47-1   | 낙원동 260-1   | 302        | ▲              | ✖        | 종로구 | 종로1.2.3.4가동 |
| 종로18길   | 종로3가 10-5   | 관수동 150-2   | 244        | ▲              | ✖        | 종로구 | 종로1.2.3.4가동 |
| 종로20길   | 종로3가 45-4   | 장사동 47-1    | 131        | ✖              | ✖        | 종로구 | 종로1.2.3.4가동 |
| 종로22길   | 종로3가 45-4   | 장사동 47-1    | 230        | ●              | ✖        | 종로구 | 종로1.2.3.4가동 |
| 종로24길   | 종로3가 45-4   | 장사동 47-1    | 136        | ✖              | ✖        | 종로구 | 종로1.2.3.4가동 |
| 종로26길   | 종로3가 45-4   | 장사동 186-3   | 220        | ●              | ●        | 종로구 | 종로1.2.3.4가동 |
| 종로28길   | 종로4가 32-8   | 장사동 156-8   | 218        | ●              | ●        | 종로구 | 종로1.2.3.4가동 |
| 종로28가길 | 장사동 2-1     | 예지동 140-1   | 155        | ✖              | ✖        | 종로구 | 종로1.2.3.4가동 |
| 종로30길   | 종로4가 32-8   | 예지동 38-1    | 216        | ✖              | ✖        | 종로구 | 종로1.2.3.4가동 |
| 종로31길   | 종로5가 120-17 | 연지동 199-1   | 326        | ●              | ▲        | 종로구 | 종로5.6가동     |
| 종로31가길 | 연지동 199-1   | 연지동 199-1   | 165        | ▲              | ✖        | 종로구 | 종로5.6가동     |
| 종로32길   | 종로5가 120-17 | 예지동 293-1   | 180        | ✖              | ✖        | 종로구 | 종로5.6가동     |
| 종로33길   | 종로5가 82-1   | 연지동 136-58  | 239        | ●              | ✖        | 종로구 | 종로5.6가동     |
| 종로34길   | 종로5가 82-1   | 종로5가 194-1  | 153        | ●              | ●        | 종로구 | 종로5.6가동     |
| 종로35길   | 종로5가 37-5   | 효제동 6-3     | 358        | ●              | ●        | 종로구 | 종로5.6가동     |
| 종로35가길 | 효제동 231-1   | 효제동 231-2   | 170        | ▲              | ✖        | 종로구 | 종로5.6가동     |
| 종로36길   | 종로5가 37-5   | 종로5가 458-1  | 155        | ●              | ✖        | 종로구 | 종로5.6가동     |
| 종로36가길 | 종로5가 194-1  | 종로5가 194-1  | 100        | ✖              | ✖        | 종로구 | 종로5.6가동     |
| 종로36나길 | 종로5가 194-1  | 종로5가 194-1  | 100        | ✖              | ✖        | 종로구 | 종로5.6가동     |
| 종로38길   | 종로5가 37-5   | 종로5가 458-1  | 157        | ✖              | ✖        | 종로구 | 종로5.6가동     |
| 종로39길   | 종로6가 239-52 | 충신동 205-4   | 347        | ●              | ●        | 종로구 | 종로5.6가동     |
| 종로39가길 | 효제동 155-2   | 충신동 180-2   | 157        | ●              | ✖        | 종로구 | 종로5.6가동     |
| 종로40길   | 종로6가 94-1   | 종로5가 411-1  | 160        | ●              | ●        | 종로구 | 종로5.6가동     |
| 종로40가길 | 종로6가 94-1   | 종로5가 194-1  | 257        | ✖              | ✖        | 종로구 | 종로5.6가동     |
| 종로40나길 | 종로6가 289-50 | 종로5가 194-1  | 161        | ✖              | ✖        | 종로구 | 종로5.6가동     |
| 종로41길   | 종로6가 94-1   | 충신동 180-2   | 285        | ●              | ✖        | 종로구 | 종로5.6가동     |
| 종로41가길 | 종로6가 220    | 효제동 155-2   | 103        | ●              | ✖        | 종로구 | 종로5.6가동     |
| 종로41나길 | 종로6가 215-3  | 효제동 155-2   | 155        | ✖              | ✖        | 종로구 | 종로5.6가동     |
| 종로43길   | 종로6가 94-1   | 종로6가 60-4   | 153        | ▲              | ✖        | 종로구 | 종로5.6가동     |
| 종로44길   | 창신동 442-1   | 창신동 328-26  | 569        | ▲              | ▲        | 종로구 | 창신제1동       |
| 종로46길   | 창신동 463-2   | 종로6가 287-6  | 231        | ●              | ✖        | 종로구 | 창신제1동       |
| 종로46가길 | 창신동 463-2   | 창신동 700-15  | 122        | ✖              | ✖        | 종로구 | 창신제1동       |
| 종로48길   | 창신동 492-1   | 창신동 459-40  | 207        | ✖              | ✖        | 종로구 | 창신제1동       |
| 종로50길   | 창신동 204-14  | 창신동 436-89  | 256        | ●              | ●        | 종로구 | 창신제1동       |
| 종로50가길 | 창신동 427-3   | 창신동 436-67  | 167        | ✖              | ✖        | 종로구 | 창신제1동       |
| 종로50나길 | 창신동 427-3   | 창신동 410-3   | 132        | ✖              | ✖        | 종로구 | 창신제1동       |
| 종로50다길 | 창신동 436-66  | 창신동 436-66  | 222        | ✖              | ✖        | 종로구 | 창신제1동       |
| 종로50라길 | 창신동 436-66  | 창신동 436-86  | 288        | ✖              | ✖        | 종로구 | 창신제1동       |
| 종로51길   | 창신동 204-7   | 창신동 570-3   | 211        | ▲              | ✖        | 종로구 | 창신제1동       |
| 종로51가길 | 창신동 204-7   | 창신동 138-49  | 205        | ●              | ✖        | 종로구 | 창신제1동       |
| 종로51나길 | 창신동 204-7   | 창신동 570-3   | 133        | ✖              | ✖        | 종로구 | 창신제1동       |
| 종로52길   | 창신동 204-7   | 숭인동 318-25  | 310        | ●              | ●        | 종로구 | 창신제1동       |
| 종로53길   | 창신동 204-8   | 창신동 232     | 204        | ✖              | ✖        | 종로구 | 창신제1동       |
| 종로54길   | 창신동 204-8   | 창신동 436-89  | 302        | ●              | ●        | 종로구 | 창신제1동       |
| 종로56길   | 숭인동 83-2    | 숭인동 318-25  | 262        | ●              | ✖        | 종로구 | 숭인제2동       |
| 종로57길   | 숭인동 83-2    | 숭인동 65-39   | 219        | ▲              | ✖        | 종로구 | 숭인제1동       |
| 종로58길   | 숭인동 140     | 창신동 399-5   | 303        | ●              | ✖        | 종로구 | 숭인제2동       |
| 종로58가길 | 숭인동 239-9   | 숭인동 296-15  | 149        | ▲              | ✖        | 종로구 | 숭인제2동       |
| 종로60길   | 숭인동 140     | 숭인동 234-89  | 289        | ▲              | ✖        | 종로구 | 숭인제2동       |
| 종로62길   | 숭인동 140     | 숭인동 151-5   | 163        | ●              | ●        | 종로구 | 숭인제2동       |
| 종로63길   | 숭인동 140     | 숭인동 5-15    | 324        | ▲              | ✖        | 종로구 | 숭인제1동       |
| 종로63가길 | 숭인동 72-53   | 숭인동 571     | 409        | ●              | ✖        | 종로구 | 숭인제1동       |
| 종로63나길 | 숭인동 58-447  | 숭인동 181-206 | 117        | ●              | ✖        | 종로구 | 숭인제2동       |
| 종로63다길 | 숭인동 72-53   | 숭인동 70-8    | 249        | ●              | ✖        | 종로구 | 숭인제1동       |
| 종로63라길 | 숭인동 72-53   | 숭인동 72-53   | 157        | ●              | ✖        | 종로구 | 숭인제1동       |
| 종로63마길 | 숭인동 72-58   | 숭인동 72-126  | 103        | ✖              | ✖        | 종로구 | 숭인제1동       |
| 종로65길   | 숭인동 172-6   | 숭인동 181-220 | 261        | ●              | ✖        | 종로구 | 숭인제2동       |
| 종로65가길 | 숭인동 178-78  | 숭인동 178-42  | 183        | ✖              | ✖        | 종로구 | 숭인제2동       |
| 종로66길   | 숭인동 191-2   | 숭인동 1500    | 341        | ●              | ✖        | 종로구 | 숭인제2동       |
| 종로66가길 | 숭인동 201-19  | 숭인동 201-19  | 186        | ●              | ✖        | 종로구 | 숭인제2동       |
| 종로67길   | 숭인동 191-2   | 숭인동 181-248 | 228        | ▲              | ✖        | 종로구 | 숭인제2동       |

## 사진

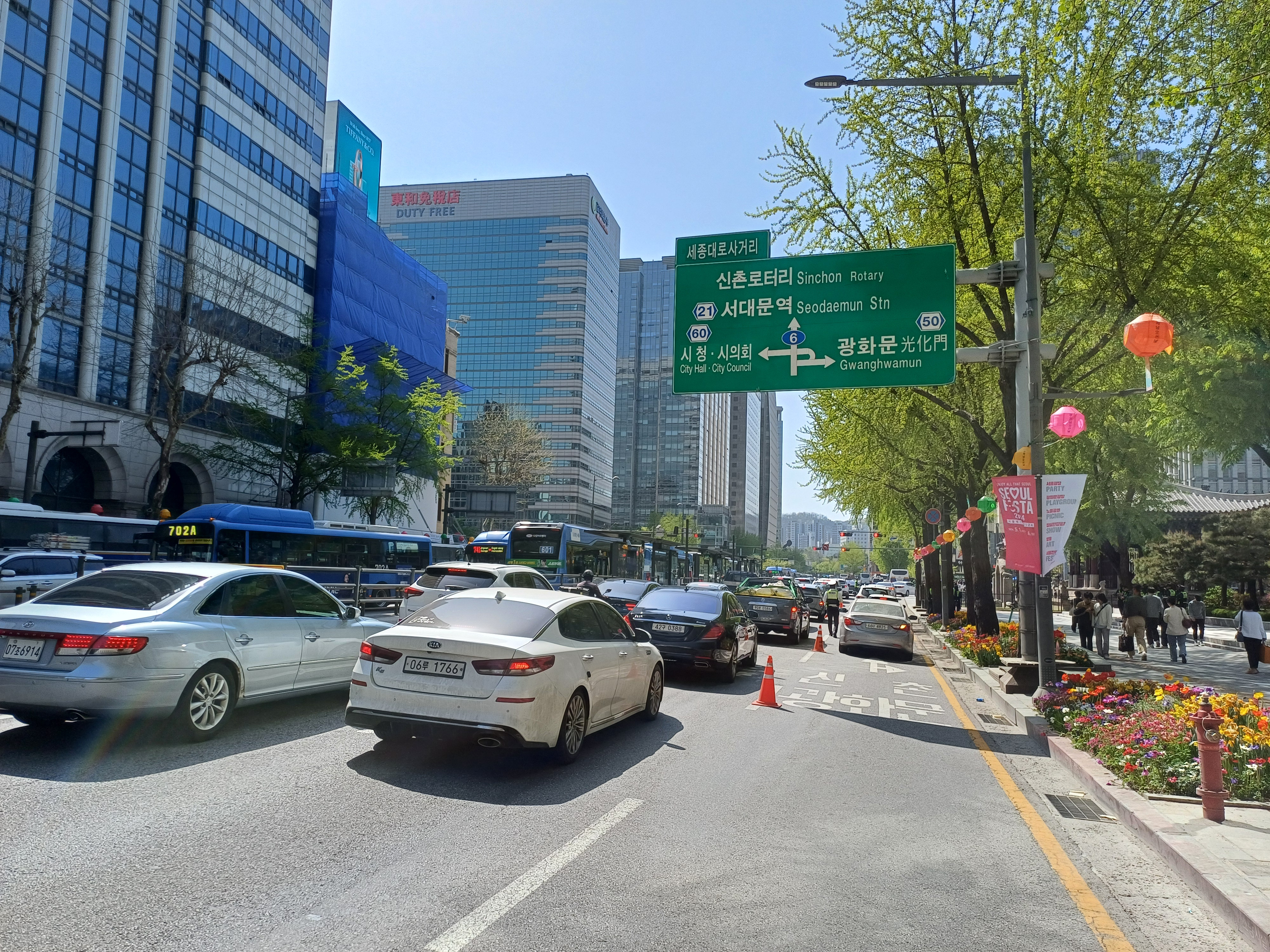
세종대로사거리
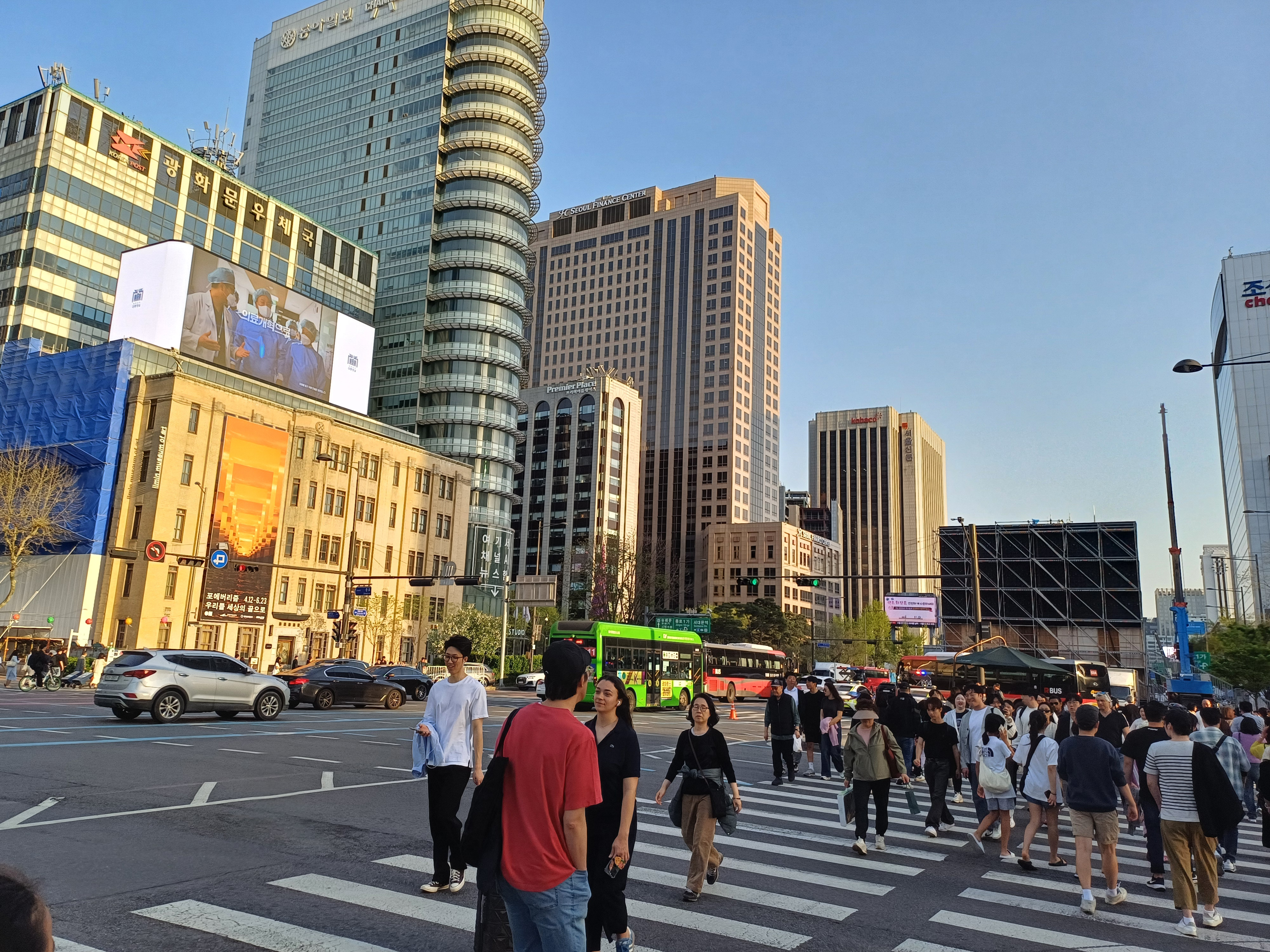
세종대로사거리 (세종대로, 새문안로 교차지점)
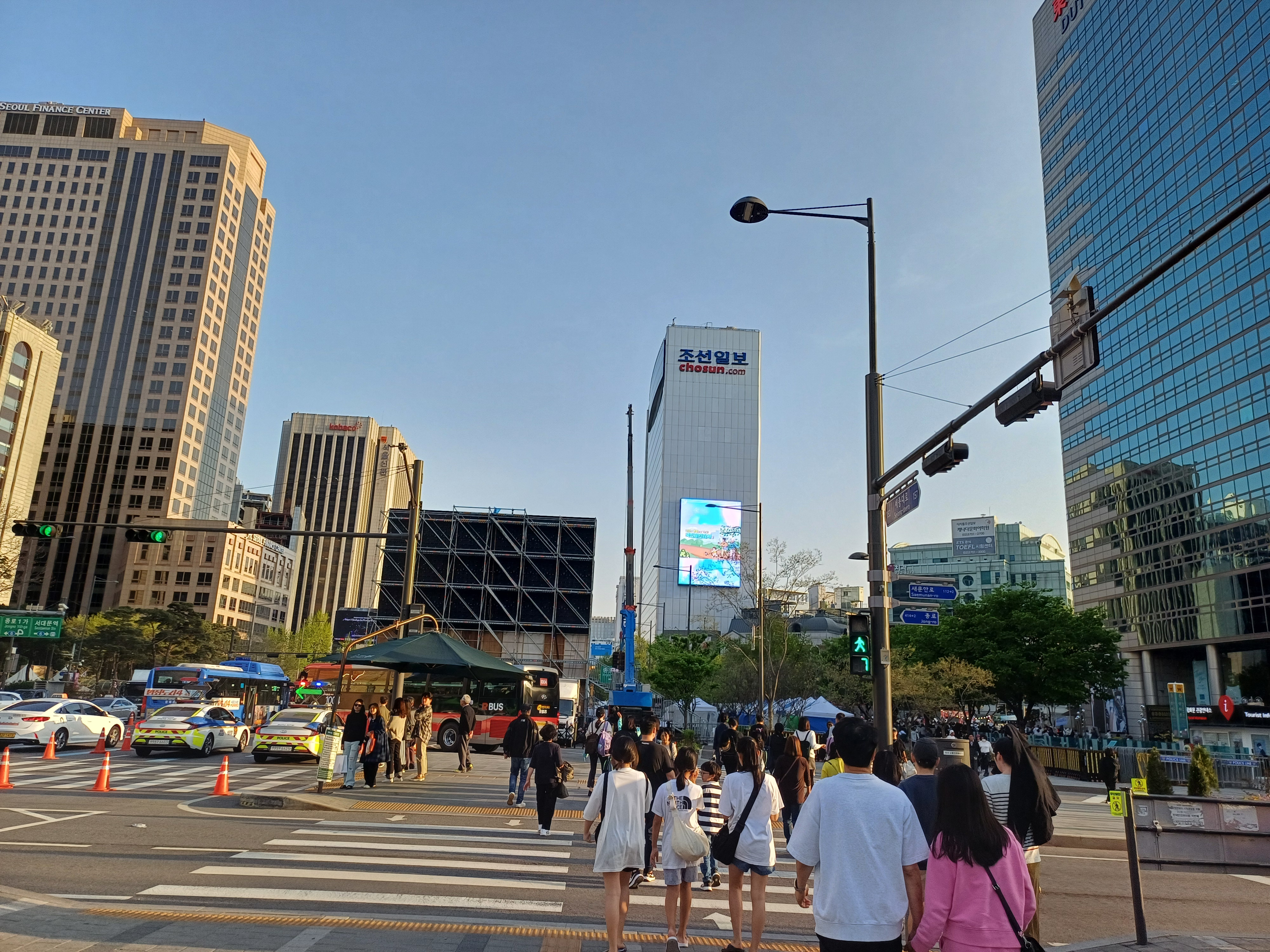
세종대로사거리 2

## 같이 보기
- 국도 제6호선
- 새문안로
- 왕산로
- 율곡로
- 세종대로